# Rybakow
Rybakow, ros. Рыбаков – popularne (118 na liście) nazwisko rosyjskie, w języku angielskim jako Rybakov.
- Anatolij Rybakow – pisarz,  Anatolij Naumowicz Aronow
- Boris Rybakow – historyk i archeolog
- Kiriłł Rybakow – piłkarz
- Jarosław Rybakow – lekkoatleta